# 闇河魅影
《天是红河岸》（日语：天は赤い河のほとり）是日本漫画家篠原千繪創作的日本漫畫作品。在台灣原先由大然出版社代理，書名譯為《闇河魅影》。大然倒閉後，由東立出版社接手，改名為《赤河戀影》。中国大陆翻譯書名為《天是紅河岸》。2000年獲得第46屆小學館漫畫獎。
本作品以西元前二十世紀至前十二世紀曾存在於現今土耳其、敘利亞、黎巴嫩、以色列及埃及的西臺帝國為背景。

## 劇情簡介
情竇初開的國三少女鈴木夕梨有個普通的家庭。某日被遙遠古代西臺帝國的娜姬雅皇妃以咒術擒至紀元前的哈圖沙，欲以其為祭品咒殺王室內最有才能的王子凱爾·穆希里斯。為庇護她不被獻祭，凱爾謊稱為他新納的側室，並对主角產生感情。出征時為了不要讓她落單，謊稱夕梨為戰爭女神伊希塔，以便將她帶在身邊。服伺凱爾的赫悌族長子提特是一個冰雪聰明的小男孩，為了幫主角拿回在日本時穿著的衣物而慘死。提特的三位姊姊：赫蒂、夏菈與琉伊受娜姬雅皇妃挑撥而入宮報仇。夕梨在打鬥中不小心被灌下白水，眾人以為夕梨死亡而傷心不已，並將屍體放於壇上。然而，烏爾希將假死的夕梨偷走，送出宮外。復甦的夕梨被強迫與殺害提特的冷血殺手對決，卻因挑中了鐵劍而意外獲勝，僥倖的勝利被大眾視為強大的力量，戰爭女神伊希塔的地位逐漸建立。
國王過世之後，由凱爾的長兄亞爾汪達二世繼任，沒多久被烏爾希暗殺，在場只有夕梨與朱達，娜姬雅利用黑水操縱朱達栽贓給夕梨，夕梨逃出城外，掉進河裡被拉美西斯抓走，凱爾不顧眾勸而離城欲救夕梨，同時間烏爾絲拉為了報恩並且讓夕梨登上王位，自行頂罪而被絞死。夕梨因此而無法認同王宮鬥爭，決心回日本去。為了在離開前能夠盡量幫助凱爾王子，夕梨決定以伊希塔的身份與其兵分二路遠征，並以舞者和歌舞團的偽裝，快速一舉拿下十五座邊境城池。回程時聽聞娜姬雅欲毀壞夕梨進入西臺時的入口泉水，讓夕梨無家可歸，但正要啟程時凱爾送給夕梨的頭帶斷裂了，認為是凶兆的夕梨割捨掉親情，奔回重傷的凱爾身邊，挽救了危急的戰況，也斷了回鄉的念頭。自此凱爾下定決心要把夕梨推上正妃的位置，兩人終於真正結合。沒想到回國後，整個王宮塞滿了來參加選妃的公主。身為伊希塔的夕梨因為不是貴族而處處受欺侮，但卻因本身氣魄而震懾住眾人。娜姬雅發出黑水，策動後宮內暗殺並再次栽贓給夕梨，洗脫嫌疑的夕梨卻被受黑水控制的魯沙法所擄，隨後雖洗刷冤屈，但卻也暴露魯沙法對夕梨的心意。
夕梨懷孕了，雖然拼命隱藏著不讓娜姬雅知道，但還是被躲藏的烏爾希發現。雖然凱爾事先設計了空轎子，但知道夕梨走海路的烏爾希，暗藏了奸細將船弄沈。夕梨和魯沙法漂流至埃及，雖被拉美西斯救起，但夕梨失去了胎兒，如同行屍走肉一般不吃不喝。聽到凱爾的身體狀況不好，夕梨才突然清醒過來，積極尋找洩漏國家機密的間諜。鎖定埃及方的奸細為那芙蒂蒂太后之後，拉美西斯卻因夕梨在街上仗義救人得罪祭司而被藉機逮捕。為了救出拉美西斯，夕梨變裝召集起義軍攻進底比斯，強迫那芙蒂蒂釋放拉美西斯。就在那芙蒂蒂準備殺死拉美西斯時，夕梨將黑太子身上的飾物，也就是那芙蒂蒂出嫁前的贈物歸還，因而保住拉美西斯之命。
烏爾希欲操縱女官毀壞印有娜姬雅戒印的泥土板，但是計謀早被伊爾‧邦尼識破。藏身於海邊的烏爾希，被伊爾‧邦尼抓回哈圖沙與娜姬雅對質，被囚在黑水可及的範圍內，結果被救走，在王宮內逃竄。宮內傳說金髮的朱達王子其實是烏爾希的兒子，但烏爾希卻出現展示自己被閹割的身體，以證明朱達王子與娜姬雅的清白。最後，烏爾希挾持王太后便自殺了。王太后因叛國罪被囚，想到烏爾希說的話，懷疑是暗示，便到當初兩人首次見面的水池，找到了藏到機關內的夕梨日本衣服。於是，娜姬雅利用結婚典禮時的沐浴祝福典禮，作法欲將夕梨拉到未知的世界，同時自身上前刺殺。朱達與魯沙法兩人皆上前阻擋，結果魯沙法被娜姬雅刺死。朱達一怒之下欲弒母，不成便當眾宣佈永久放棄王位繼承權，王太后因夕梨關鍵的一票而沒被處死，發配卡爾米修。娜姬雅終於被趕下台，並由夕梨登上后位，繼承塔瓦納安娜的名號，與凱爾兩人共同創造盛世。

## 登場角色
配音員為廣播劇聲優。
鈴木夕梨（聲優-高山南）
女主角，進入西臺王國時為普通的國中生，體育為其強項，故在西臺王國學習馬術、劍術等進展十分迅速，並懂舞蹈與歌唱。
初時多靠誤打誤撞以及凱爾幫助逃過娜姬雅太后多次陰謀，中期經過了大量政治、軍事以及武術的學習，開始反被動為主動，積極幫助凱爾鞏固王權並把握機會並將娜姬雅太后拉下台。
由於來歷從天而降（訛傳為德蘇普賜給西臺的女神），得到赫悌族的冶鐵術，加上善於武術軍事，西臺人通常稱她為夕梨·伊希塔（即美索不達米亞的戰爭女神）。旗幟是紅色獅子，獅子就是伊希塔的象徵。本人身旁常伴雙胞胎侍女的形象也很符合伊希塔攜帶雙胞胎女神的傳說。
返國後被元老院任命為塔瓦安娜，擁有僅次於國王的權力。原本是不重打扮的學生而且穿著舉止不夠優雅，娜姬雅等貴族都覺得她是個野丫頭。但好好打扮的話，是個可以艷壓全場，連仇敵娜姬雅、冷靜聞名的伊爾·邦尼都看呆的殘念美人。因為功績顯赫，且其身分神話性質過於濃厚，過世後西臺許多女孩被命名為夕梨，包含自己的孫女。

### 西臺帝國
建立在安納托利亞高原的國家。信仰天候神德蘇普等其他神祇。首都為哈圖沙。西亞新興國家。在蘇庇路里烏瑪一世的統治下，帝國領土迅速擴張。

#### 皇族
凱爾‧穆希里斯/凱魯‧姆魯西利（聲優-井上和彥）
男主角，蘇皮盧利烏馬一世的第三皇子，在亞爾汪達二世死後即位為皇帝，即歷史上的穆爾西里二世。同時也是擁有操縱風的能力的神官，但因母訓而不願意隨意使用魔力。允文允武、具有治國才能，懂得籠絡人心，甚得父親和部下愛戴。本身的人生哲學是到處留情、不立後宮或正妃，直到遇到真命天女夕梨之後，於公於私都極度仰賴，才終生不再注意其他女性。
自小生長在勾心鬥角的宮內，養成察言觀色與高度警戒的性格。因為母后辛悌猝死，導致他對後宮殘酷的爭寵十分厭惡，發誓將只立一位能幹的正妃，並以此舉換得伊爾·邦尼的忠誠。
娜姬雅（聲優-山口由里子/渡邊美佐）
蘇皮盧利烏馬一世的第三任正妃，原為巴比倫的公主，十五歲時不得不嫁入西臺王室當側室以換取物資支援，在宮廷中逐漸發展出強烈的掌控欲以及復仇心，一心想讓兒子朱達登上王座，以巴比倫的血脈達成復仇。
暗殺辛悌皇妃成功之後，以出身外國皇室並育有皇子等原因，被冊封為塔瓦納安娜。
故事開始時是王后，死後成為王太后，仍保有塔瓦納安娜之地位，直到因為叛國罪被剝奪權力為止。被流放置帝國東南方的卡爾米修。
對俊美的烏爾希一見傾心，有著同在異鄉的異鄉人相憐之情。曾經想和烏爾希私奔，但因故被拒絕。
王兄為巴比倫克里卡利斯二世，有一個弟弟名為杜爾克‧尼拉里。妹妹即嫁到米坦尼的黑太子側室娜迪雅。
蘇皮盧利烏馬一世（聲優-玄田哲章）
西臺帝國的皇帝。凱爾等眾王子的父親，即為歷史上的蘇庇路裡烏瑪一世，擁有眾多側室，其中不乏像娜姬雅這樣出身外國皇室的公主。
一生中曾分別立三人為正妃。第一任皇妃為塔朵克帕皇妃，為第一皇子的生母。第二任皇妃為辛悌皇妃，為凱爾的生母並撫育查南沙皇子。第三任皇妃為娜姬雅，為朱達的生母。
因看重凱爾的才能，故事前期經常對他網開一面。
與米坦尼的圖希拉塔王為長年的宿敵。
一生征戰無數，奠定西臺強大的國威。
在七日熱流行時，感染疾病而去世。
亞爾汪達二世（聲優-高瀬右光）
蘇皮盧利烏馬一世的第一皇子，西臺帝國的皇太子，凱爾的同父異母兄。性格溫和懦弱，於公於私都十分依賴凱爾。
母親是蘇皮盧利烏馬一世的第一位皇妃‧塔朵克帕皇妃。
身體虛弱，和正妃及五位側室都沒有子嗣，因此立皇弟凱魯為皇太子。
在蘇皮盧利烏馬一世死後繼承王位，但不久後在娜姬雅的陰謀下，遭烏爾希刺殺。
洛伊斯‧德里皮努（聲優-鈴木琢磨）
蘇皮盧利烏馬一世的第二皇子，因生母地位低下而不被視為皇位繼承人，凱爾的同父異母兄。黑髮。
擔任哈拉布首長。凱爾在攻打埃及時，在後方支援物資。參與與埃及的最終決戰。
在與埃及的最終決戰時，坦言若是夕梨是以穆爾西里二世的側室身分下令，絕對服從其命令，因此漂亮的完成包圍戰。
查南沙‧哈圖希里斯/賽那沙王子（聲優-綠川光）
蘇皮盧利烏馬一世的第四皇子，即歷史上的扎南扎王子，母親是凱爾母親身邊的侍女，自小喪母，由凱爾之母扶養長大，因此心懷感激，一心支持兄長。
擔任卡涅希首長，是凱爾最信任的弟弟。
覺得夕梨嬌小可愛很像記憶中的母親，所以產生暗戀心情，但基本態度是保持退讓，只在被娜姬雅的薔薇水控制時才暫時失控。
最後自願受遣埃及，迎娶安克斯納蒙王妃，但在半路被娜姬雅派人刺殺。
馬利‧皮亞修秀里/馬利王子（聲優-福山潤）
蘇皮盧利烏馬一世的第五皇子，凱爾的同父異母弟。
擔任卡爾米修首長。在夕梨懷孕時奉命保護她。
因夕梨在返國養胎時於烏爾希的陰謀下落海失蹤，對此深感自責，因此於埃及的會戰中過於猛進，而被拉美西斯重創。
在與埃及的戰爭中遭拉美西斯砍成重傷，抬回凱爾面前後，對凱爾發誓絕不會讓生死不明的夕梨前往冥界後亡故。
朱達‧哈斯帕司/修達王子（聲優-大谷育江）
蘇皮盧利烏馬一世的第六皇子，娜姬雅所生，王室中唯一金髮的成員(遺傳自有北國血統的祖母)，也因此曾被懷疑是烏爾希的兒子。
大概是蘇皮盧利烏馬一世年紀最小的孩子，年紀和凱爾等王兄王姊差了一大截，常常羨慕他們能為國盡心盡力，尤其崇拜凱爾。
個性善良但懦弱怕事，不想被母后利用卻又因為孝心不敢違逆。
一直不遺餘力的幫助凱爾等人，直到夕梨被捲入刺殺國王罪名後才遭到母親以黑水控制，後被伊爾‧邦妮以蠻橫的手法吐出黑水，後來協助伊爾‧邦尼誘出烏爾希。
常常想要犧牲自己來幫助王兄，因其母的執著一度情緒低落，自殺未遂，被亞歷山朵菈公主打醒。
在凱爾即位後被派去擔任卡涅希的首長。在娜姬雅被流放到卡爾米修時，改任命為卡爾米修首長，負責監視娜姬雅。
正室死於七日熱流行病中，後與阿爾薩瓦的第一王女亞歷山朵菈公主結婚。哈圖什城勢力衰微之後，西臺的權力中心轉至朱達的後代身上。
辛悌
蘇皮盧利烏馬一世的第二任皇妃，凱爾的生母，已故。
出身皇族，集美貌與智慧於一身且廣受人民支持。
本身也具有強大的魔力，能操控風，卻總是告誡凱爾和娜姬雅不要隨意使用魔力，因為「魔力無法使人真正信服，人真正會服從的是人的心」。
遭娜姬雅毒殺而身亡。
茲達
蘇皮盧利烏馬一世的弟弟，凱爾的皇叔。前任近衛長官。
在與米坦尼的戰爭中被流箭射中而死。
娜琵絲‧伊爾菈
蘇皮盧利烏馬一世的第一皇女，凱爾的同父異母姊。第三神殿的神官長，天生雙眼失明。
擁有和凱爾及娜姬雅一樣的強大魔力。負責主持凱爾和夕梨婚禮和沐浴儀式。
希爾德（聲優-前川優子）
蘇皮盧利烏馬一世的姪女，凱爾的前戀人之一，7名正妃候選人之一。黑髮。
真心喜歡凱爾。嫉妒和憎恨夕梨，因而把娜姬雅的黑水召喚而來。在黑水的支配下殺害了三名公主，並把伊欣‧莎烏菈公主的死嫁禍給夕梨。原本應該就此停手但卻不受控制的殺害另一名公主。
在被揭穿後，挾持亞歷山朵菈公主，後與夕梨一同從城上掉下山谷，在凱爾操控風的力量後獲救並吐出黑水。
其殺人罪（被害者全為權貴之後，差點讓西臺得罪所有鄰國與重臣）的處分被以特例處理，在凱爾盡量從輕量刑後，被判終身幽禁於阿林娜神殿。
臨行前對趕來的夕梨道別，告知終其一生會為死於她手的公主們祈冥福，並說會祝禱夕梨成為西臺的塔瓦安娜。
阿克夏姆
蘇皮盧利烏馬一世的姪女，父親名為德達利亞，7名正妃候選人之一。
對夕梨惡作劇，不僅派人剪斷夕梨衣服的縫線，讓她在宴會出糗，還讓人在她的寢室裡放蠍子，結果因此事徹底惹火夕梨。
在娜姬雅的陰謀下，寢室被希爾德公主放入毒蠍子，最後毒發致死。
烏蕾
蘇皮盧利烏馬一世的姪女，7名正妃候選人之一。
在娜姬雅的陰謀下，被希爾德公主勒死後丟進水池。
沙巴赫
亞爾汪達二世的女兒，7名正妃候選人之一。
在希爾德公主未受娜姬雅的命令下，被其用花瓶砸死。

#### 凱爾的親信
伊爾‧巴尼/伊爾‧邦尼（聲優-佐山陽規）
凱爾身邊最重要的文官，深謀遠慮、做事與思考不帶感情，總是考量大局，比凱爾還早開始為夕梨的正妃之路做計畫，甚至故意透露訊息給烏爾希，藉其阻礙留住夕梨。
初期極為不看好夕梨，但是在親眼見到夕梨利用自己的身分耍任性，卻能抓準時機耍時開始逐漸尊敬，但直到夕梨在初戰時使用計謀不費一兵一卒就奪取被佔領的七座城市而轉為服從。
為了能完成夢想不擇手段，在看出夕梨即為凱爾理想中的正妃後，不遺餘力的協助策劃。
很少人知道他通音律，而且歌喉相當好，只在變裝成旅行藝人的時候才展露過，後來才證實他僅在凱爾的私人宴會上表演。
對夕梨擁有比凱爾還強大的人格魅力是憂喜參半，即使如此也依然以謀士身分為她策劃。
祖上來自亞述。
基克里/奇克力（聲優-關智一）
自小服侍凱爾的忠心侍從，專長是管理馬匹，著有《基克里文書》，為史上第一部如何管理、訓練馬匹的教科書。
個性靦靦，曾擔任夕梨的騎術老師。
祖上來自米坦尼，專職照顧凱爾與夕梨的愛馬。
在不知情的狀況下與雙胞胎姊妹同時交往，最後同時娶了兩人，各自育有一對雙胞胎。
提特/帝特（聲優-結城比呂）
赫蒂與雙胞胎的么弟，本為赫悌族繼承人，因為赫悌族的特殊性而成為質子，擔任凱爾的侍從。
長相酷似夕梨的小妹，本因娜姬雅之故差點殺害當時已為凱爾之側妃的夕梨，在夕梨幾乎堪稱任性嬌蠻的舉動下獲赦，後為幫助夕梨而慘遭殺害。
赫蒂/哈娣（聲優-折笠愛/福森香織）
夕梨身邊的女官，提特的大姊，和雙胞胎妹妹進宮原本是為了要報仇，後來卻找到一生效忠的對象。
差點殺害夕梨一事被抹消，後正式入宮擔任凱爾的女官長兼夕梨的貼身侍女。
姊妹三人是名聞高原的才女，文武雙全，同時也是夕梨的指導老師，是公認夕梨身邊最強護衛，武藝高強，完全不輸給近衛軍人。
是夕梨極少數相當信任的人，三人被夕梨當成親姊妹般的對待。
在夕梨被誣陷殺害國王時，受凱爾之託帶夕梨逃走，甚至對質疑其忠誠的凱爾誇口，只要凱爾下令，馬上就割斷自己的喉嚨赴死。
和伊爾‧邦尼有兩人從埃及旅行回哈圖薩斯的經驗，故事對兩人關係未多加著墨，王宮內眾沒交代歸宿的僅此二人。
凱爾登基後繼續擔任女官長，忠心耿耿的侍奉兩人。
琉伊/尤伊（聲優-千葉千惠巳/木曾川美和）
雙胞胎之一，提特的姊姊、赫蒂的妹妹，屬通鑄鐵術的赫悌族。
為同卵雙胞胎，除了赫蒂外，就僅夕梨能分辨兩人。
在夕梨被擄至米坦尼，被迫驗證她的戰爭女神之稱號時，與夏菈被扔進鬥獸場，但因夕梨與亞斯朗的活躍下獲救，因兩人為雙胞胎，完全符合神話中，戰爭女神與雙胞胎女神的形象，意外受到米坦尼的民眾支持。
後來與夏菈一起嫁給基克里，生下的雙胞胎是對姊妹。
夏菈（聲優-石塚實幸）
雙胞胎之一，因為懷孕而與琉伊一起嫁給基克里。
於埃及掀起內亂時就已懷孕，對自己因夕梨流產卻懷有身孕一事感到自責，但是夕梨卻斥責她，並約好夏菈將孩子生下後，要第一個抱孩子。
生下的雙胞胎兄弟後來成為皇太子的隨侍。
魯沙法（聲優-澀谷茂/高塚正也）
凱爾的部下，弓兵隊長，西台著名的勇士之一，號稱西臺第一神射手。
一開始和其他近衛兵一樣，只是單純崇拜象徵戰爭女神化身的夕梨(最初是凱爾捏造出來的謊言)，但在目睹過她的能力也被她所救後，這份崇拜漸漸轉為沒有結果的愛慕。中後期不乏他捨身營救夕梨的場面。
受夕梨所託是否能打開阿林那的包圍網，詢問達羅斯是否有比尋常弓還應的弓，後以赫悌族製造出來供奉的儀式弓射傷了烏爾希。
曾被娜姬雅以黑水控制而強擄夕梨，因而遭到撤職處分，不過凱爾後來又指定他擔任近衛隊副官。
以守護夕梨的安危為重任，把自己定位在輔佐她的副官與守護她的存在，在夕梨忙於婚事時接下指揮近衛隊的重任。
在夕梨被娜姬雅陷害墜海後，拚死救她上岸，甚至低聲下氣向拉姆西斯一世求援。可惜皇嗣還是沒保住，和夕梨一起被放假的拉姆西斯一世帶回孟菲斯休養，卻意外得到有人向埃及出賣國情的謠言，在夕梨的懇求下連夜趕回西台營地通知凱爾。
在凱爾與夕梨的婚前沐浴祝福典禮上，代夕梨受娜姬雅刺殺而死。
卡修（聲優-遊佐浩二/石川英郎）
凱爾的部下，戰車隊長，個性認真。
沒落貴族，因為家境窮困而搶劫凱爾時，被打敗但是被贈予錢財，後因為處境相似的烏爾絲拉共鳴而開始冤家關係，後被夕梨拜託愛馬亞斯朗設計，互訴心聲正式成為戀人。
一直將死去戀人烏爾絲拉的長髮編成辮子當作頭飾繫在頭上，看到烏爾絲拉以暗殺國王的罪名被處死，在戀人的哀求下選擇成全她的意志。
直到凱爾還給烏爾絲拉清白後才將頭髮從頭上拿下。
米坦那瓦（聲優-坂口賢一/竹本英史）
步兵隊長，著名的大力士，講話豪邁。
光頭。
左拉的上司。
修巴斯（聲優-平川大輔）
原弓兵隊副隊長。
魯沙法被撤職之後，接替上任的弓兵隊長，對被撤職的魯沙法仍十分尊敬，甚至懇求魯沙法回歸隊長一職，不過在魯沙法被調任為近衛隊副隊長後，決心好好接下重擔。
左拉的同梯兼好友，不疑有他向左拉吐露心事和對國事的擔憂，不料左拉卻將相關情報透漏給娜姬雅王太后。
左拉
和修巴斯同時進入軍隊的好友。對修巴斯能被姆魯希里二世快速提拔為弓兵副隊長和王的親信感到忌妒。
忌妒之心遭娜姬雅王太后利用，以升官為交換條件，不少詳細狀況再由娜姬雅王太后轉交給納芙蒂蒂王太后，迅速影響埃及國事、兩國戰事。
通敵的證據，運氣很差的被上司米坦那瓦發現，被上司摔到凱爾面前。

烏爾絲拉/烏魯絲菈（聲優-永島由子）
原為貧窮平民，於七日熱時被娜姬雅以金錢和優渥的生活為條件，聘為冒牌戰爭女神。
被拆穿之後被夕梨編入女官行列，因為是平民，所以一眼就看穿凱爾與夕梨並無關係，所以下定決心要讓兩人成功上壘而廣受赫悌等人支持。
因夕梨的舉動而感到羞愧，但又仰慕她那不論何事都坦然面對的舉止，所以宣示服從效忠夕梨。
在夕梨被栽贓謀殺國王時，因自己輕率的行動招致危機，且又明白若無明確的兇手就無法出兵救援阿林那，故刻意出面頂罪，在眾人面前受伊爾‧邦尼的質問，坦言是受娜姬雅皇太后指使，收押前對伊爾‧邦尼表示衷心期盼夕梨安然歸來，暗示她已有赴死之決心。
擔任女官期間與卡修相戀，在卡修企圖劫獄時哀求，並告知她最大的夢想就是親眼看著夕梨戴著塔瓦安娜的王冠，若兩人做著一樣的夢，那活下來的人就必須看著那個夢實現，死前將長髮割斷送給卡修。
因只要閉上眼就會看見她捨命保護的人成為西臺權力最高女性的模樣，坦然赴死。
後洗刷罪名，被迎入第二神殿供奉。

#### 其他
烏爾希．夏爾瑪/烏魯西（聲優-烏海勝美/櫻井孝宏）
金髮碧眼的高加索人種，是宦官也是神官，留有很長的金髮，容貌俊美。
原為北方小國的王子，國家被滅後被閹割成為奴隸，最後轉賣到哈圖薩斯的西臺王宮。
愛慕著娜姬雅皇太后，為其骯髒事做盡，甚至失去了一隻眼睛，東窗事發後自殺身亡
玆瓦（聲優-小關一）
艾基爾（聲優-岐部公好）
元老院議長。個性耿直，中立。裘薔爾之父。
長子為基爾拉。
葛潔爾/裘薔爾（聲優-石塚實幸）
艾基爾之女，凱爾的前戀人之一。
與待在府中的旅行藝人發生關係，並生下一子，取名為凱爾。
曾喝下娜姬雅的黑水，遭操控並說自己的兒子是凱爾的兒子。
本來很擔心受打壓的夕梨，故給予建言，但卻沒想到夕梨是凱爾能在其身邊安眠的第一人，而笑著表明不能怪夕梨成為全西臺的女人忌妒的對象。
因夕梨的個性與能力，在故事裡是極少數支持夕梨的貴族女性。
達羅斯（聲優-糸博）
赫悌一族的族長，提特與赫悌三姊妹之父。
因為夕梨被稱為戰爭女神之故，故在死而復生的夕梨面前要求她為提特復仇，並帶她去武器庫挑選武器。
夕梨最後挑選的破舊短劍為赫悌一族的至寶，同時也是改變全世界的鐵劍。
後因夕梨成功打倒茲瓦，高舉短劍為提特送行時，朝陽照射在短劍上成為金星，後又因夕梨輕易地猜出這是僅能從殞鐵製造的鐵劍，而坦言赫悌族擁有製鐵法，因繼承人提特已死，宣示全族效忠夕梨，並將足以掌握軍事大權的製鐵法獻給夕梨。
亞斯朗/阿斯藍
是一匹很有靈性的馬，常在關鍵時刻救夕梨使之脫離危險。
原本是要被獻給皇室的馬，但是因為意外的與夕梨非常合，所以被獻給夕梨。
只聽夕梨的命令，除了他認可的人就絕不給人騎，若未出戰就是奇克力負責照料。
在奇克力的一天裡已退休，擁有廣大的後宮，但是還是會回應夕梨的召喚。
希穆雪克
夕梨所飼養、訓練的老鷹。
在與埃及的初戰，為了清除毒蛇，聽從夕梨的哨音指揮挑釁附近老鷹，吃光了所有的毒蛇，立下大功。

### 埃及
烏塞爾‧拉美西斯/拉美西斯一世（聲優:關俊彥/子安武人）
歷史上的拉美西斯一世，是著名法老王拉美西斯二世的祖父，出身軍人世家，兼具野心與雄才，家中姊妹眾多，但沒有兄弟。
故事中為異色瞳，一眼是金色，一眼是褐色。
因為查南沙王子被刺殺事件見識到夕梨的智慧與氣魄，認為她具有帝王女人的才能而展開追求，為此常和凱爾暗中較量，出現過不少兩個雄才大略的人物在小孩子吵架的情節。
不大在乎夕梨的出身，更不在乎被夕梨拒絕，在魯沙法哀求救治夕梨時，趁機強擄夕梨到埃及，向她展示這富饒的古文明和腐敗的權力糾葛，並表示出想改革一切的決心。
曾在底比斯對外宣布夕梨為其未婚妻（是吸引王太后注意的政治手段但能弄假成真更好），並稱她為〝妮菲塔莉〞，古埃及語意為〝完美的女人〞，而被嘲諷。
但因在夕梨一手操縱的內亂中，公布她的真實身分，後放棄夕梨，讓她被赫梯三姊妹和伊爾‧邦尼送回西台。
當魯沙法偷渡回西台的時候曾找藉口放過他，並得了一句諷刺的評價「若繼續採取這種作風（愛國又不失柔情），等你成為這個國家的最高人物，都是個老人了。」按照劇中和史實，確實如此。
後來妻妾成群，兒女眾多，可惜夕梨的女兒沒有下嫁給他的兒子，引為遺憾。
埃及最後敗在夕梨指揮的西臺軍之下，在與凱爾互毆後咬牙切齒，並預見西臺在兩人的治理下將遠超現在的埃及。
另，拉姆西斯二世一生的妻妾數量比祖父更多。
那芙蒂蒂/塔朵姬雅
埃及的王太后。歷史上的娜芙蒂蒂。黑太子的姊姊，安克斯納蒙之母。
年輕時有東方第一美女之稱。其埃及名字「那芙蒂蒂」有美人來了之意。
原為米坦尼的公主，被父王拿來和阿曼霍特普三世做利益交換，成為其側室。在阿曼霍特普四世即位後成為其正妃，掌控埃及政權，支持其多項改革政策。與阿曼霍特普四世育有六個女兒，但沒有兒子，造成政局動盪。本來在霍朗赫布即位後應該是太王太后，卻仍佔據王太后之位，把持朝政。與拉美西斯對立，甚至找藉口把他監禁起來。
本名為塔朵姬雅，與弟弟黑太子有超越姊弟的情感，出嫁時把自己配戴的黑曜石耳環其中之一留給黑太子。之後被黑太子做成頭飾來配戴，後來送給了夕梨。夕梨把它當成項鍊配戴，在與那芙蒂蒂對峙時還給了她。之後被拿來做成半身像上的眼睛，此半身像即收藏在柏林博物館的著名半身像。
為了在宮廷中生存而改變，黑太子也說過她已經不是自己原來的那個姊姊。告訴夕梨她那天真的想法是無法在宮廷中立足的。
在人民發起的暴動時無動於衷，對於要求釋放拉美西斯的要求也置若罔聞。
與娜姬雅互通情報遭揭發，失勢後被軟禁終老。
霍朗赫布（聲優:宗矢樹頼）
埃及法老。原為埃及的將軍，拉美西斯的上司。
歷史上的哈倫海布，在歷史上為一名能力出眾的法老王，與拉美西斯關係良好，死後傳位給拉美西斯。埃及第18王朝最後一位法老。
哈德爾‧娜芙爾特
拉美西斯最疼愛也最聰明的妹妹，政治嗅覺敏銳，因為是武人世家，在拉美西斯帶著夕梨與魯沙法回家時，瞬間猜出魯沙法是擁有高階將領身分，且擅長弓箭的高手，並好奇魯沙法降尊淤貴侍奉的夕梨之真實身分。
很早就猜出夕梨不是普通女孩，因為深知哥哥的擇偶條件十分嚴格，所以對夕梨的真實身分十分好奇。
但因為是貴族，沒能猜出埃及皇宮中西臺皇帝病倒的流言為何會出現在埃及之因。
在偷聽到拉美西斯與夕梨之間的對話後，強硬的要求一起去跟蹤，在差點被識破時，故意跳河嬉鬧，成功的矇混過去。
是夕梨一手操縱的內亂的幫手，一開始不知情但是瞬間猜到夕梨就是領導者，對夕梨那能輕易地吸引民意的能力深感頭痛。
代表埃及參加夕梨和凱爾的婚禮。
喜歡魯沙法，甚至不惜倒追，甚至坦言魯沙法心裡有人也無所謂，她會等到魯沙法願意接受她為止。
可惜魯沙法在婚禮中遭皇太后刺殺早逝，最後選擇回到埃及。
塔哈爾卡
埃及人，本為受欺壓的工人抗議但差點慘遭處刑，在夕梨的策劃下獲救，反叛軍中的主要人物，最忠於夕梨的人。
在得知夕梨的真實身分後，認為自己跟其他埃及人被利用。為了追殺夕梨而搶奪軍船，後來被拉美西斯饒過一命並加入軍隊。
一直想殺夕梨，在埃及與西臺最終戰役結束時試圖用箭射死夕梨，但夕梨被魯沙法推開而躲過一劫，後被交給埃及處置，但凱爾說若有下次就絕不會放過他。
最後其實認為自己是對於如此懂他們想法的夕梨是別國王族這件事感到嫉妒。
阿曼霍特普三世（Amenhotep III）
歷史上的阿蒙霍特普三世。與米坦尼王利益交換，納米坦尼塔朵姬雅公主為側室。
阿曼霍特普四世（Amenhotep IV）
安阿曼霍特普三世與其正妃的兒子。歷史上的阿蒙霍特普四世
為那芙蒂蒂王太后名義上的兒子，卻迎娶那芙蒂蒂為正妃。
安克斯納蒙
即歷史上的安克姍海娜曼。圖坦卡門的正妃兼同父異母姐。阿曼霍特普四世和那芙蒂蒂的女兒。
與夫婿圖坦卡門間未留下子嗣，圖坦卡門死後，向西臺提出希望能派一位王子前來與自己結婚，而那位王子將會成為埃及法老。但因西臺派出的王子在路途中被殺而作罷，後嫁給老臣阿伊。
霍朗赫布既位就無音訊，不論正史或故事裡均未交代其下落。
圖坦卡門（Tutankhamun）
歷史上的圖坦卡門。阿肯那頓（阿蒙霍特普四世）的兒子，那芙蒂蒂的女婿，安克斯納蒙的夫婿。
即位後沒幾年就早逝，死因多有猜測，但故事是以遭毒殺這一說法。
阿伊
歷史上的伊特努特-阿伊，原為臣下，在與安克斯納蒙王妃結婚後成為法老。
霍朗赫布
歷史上的哈倫海布。王妃為穆特諾摩特。

### 米坦尼
由胡里特人（Hurrians）在美索不達米亞地區所建立的國家。首都位於瓦蘇甘尼。以戰車部隊聞名。
在漫畫中亡於西臺帝國，圖希拉塔王被殺，而黑太子則流亡巴比倫。其領土西半部成為西臺的領土，而東半部則被亞述併吞。但在漫畫23卷中提到，黑太子在凱爾‧穆希里斯的敕命下復國，建立新米坦尼帝國。
黑太子 哈提瓦札（聲優-堀内賢雄）
米坦尼圖希拉塔王的兒子，帝國的皇太子。塔朵姬雅最疼愛的弟弟，對塔朵姬雅似乎有超過姊弟的情感。
作戰方式極為殘酷，對女人和小孩也一概不放過，戰車經過的地方血流成河，被稱為「血腥黑太子」。
有28位側室但卻未立任何人為正妃。把位於自己後宮中的「青鹿房間」封起來，禁止任何人進入。因好奇而進入此地的人都被黑太子所殺，其實這個房間是黑太子的姊姊，塔朵姬雅的房間。
在亡國後，在夕梨的提醒下才發現娜迪雅的真心，隨後與娜迪雅逃亡至巴比倫帝國。
在西臺與埃及最後的戰爭再次登場，並提到其在穆希里斯的敕命下復國，為"瑪提瓦札一世"，率領當代最強戰車隊與西臺並肩作戰。
在凱爾下落不明時，要求夕梨以穆希里斯二世唯一側妃的身分，而非近衛隊隊長身分率領西臺聯軍。
直呼夕梨的名字，在和平會談時很苦惱凱爾與拉美西斯的嘔氣。
娜迪雅
巴比倫帝國的公主，黑太子的側室，娜姬雅的妹妹。在娜姬雅出嫁西臺之前被嫁到米坦尼。
第一公主和第二王子的母親。真心愛著黑太子，努力讓自己的談吐和裝扮能迎合他的喜好。
曾為了幫助娜姬雅除掉夕梨而騙她進入「青鹿房間」，但失敗。
在米坦尼亡國後，帶著黑太子逃回巴比倫尋求政治援助。
瑪塔拉
新米坦尼帝國的皇太子，瑪提瓦札一世的兒子。
代表父王參加凱爾和夕梨的婚禮。

### 其他國家的王族
亞歷山朵菈（聲優-菊地祥子）
阿爾薩瓦王國第一王女，雷歐尼達斯的姊姊。
個性活潑，有著任性不知世事的普通女孩一面，和為國犧牲的第一公主的一面。
稱呼夕梨為「姊姊」，在西臺攻打阿爾薩瓦國後，原本代理朝政的母親打算將她嫁給進攻方西臺的司令官作為攏絡，可是當時的司令官是夕梨，因夕梨的斥責與設身處地的為母國著想，而狂熱地崇拜夕梨，曾為了見夕梨一面不惜從皇宮偷跑出來。
後來為了能前往哈圖沙見夕梨而成為凱爾的7名正妃候選人之一，但本人完全沒那個意思，因其身分高貴，所以極為保護身分並非貴族的夕梨。
年紀和朱達‧哈斯帕司相仿，因為甩了一心求死的朱達一記耳光，又斥責他，意外地受到認可，最後成為朱達的正妃。
雷歐尼達斯
阿爾薩瓦王國王太子，亞歷山朵菈公主的弟弟。
由於父親早逝，本人尚年幼，由母親暫時擔任阿爾薩瓦國的代理女王，等兒子成年後再傳位給他。
已逝的父親只留下亞歷山朵菈和雷歐尼達斯兩子，所以兩人感情非常好。
代表阿爾薩瓦國參加夕梨和凱爾的婚禮。
伊欣‧莎烏菈
巴比倫國王克里卡利斯二世的王女，娜姬雅的姪女。7名正妃候選人之一。
性格驕縱，娜姬雅評價為愚蠢，認為讓她活著沒多少利用價值可言。
在娜姬雅的陰謀下被刺死，其死還被設計嫁禍給夕梨。
亞達‧夏爾拉德（聲優-清水みな）
亞述國王阿蘇爾‧烏巴里特(Assur Uballit)的王女，7名正妃候選人之一。
冷靜聰明，雍容大度，是除了亞蕾琦紗朵菈公主之外，未欺負夕梨的正妃後選人，亦也一眼就看出夕梨所擁有的是王者之氣量，並將夕梨比喻為沉睡的母獅，而其他候選人的欺凌對她來說僅為用尾巴趕蒼蠅的惡作劇，因蠍子之故而徹底惹惱夕梨反而凸顯其幼稚之作為。
議長艾基爾認為其為正妃的絕佳人選，被元老院推選，但凱爾以亞述會求增加鐵輸出量為由擋下來。
因為西臺和他國開戰，被提早送回亞述。
在番外〈奇克力的一天〉中提到她與夕梨有書信間的來往。
阿爾哈巴
烏加列的國王。有一獨生女恩朵菈。
原為一明君，但在女兒前往西臺，作為正妃後補而失蹤後，因娜姬雅的陰謀，誤會是凱爾殺了自己的女兒而開始憎恨西臺和荒廢國政。
設下毒蛇陷阱要求夕梨穿越，但是在夕梨以哨音操縱希穆雪克挑釁周遭的老鷹，破解此一考驗。
尼克梅帕
在夕梨和凱爾的婚禮中初次登場，以烏加列國王的身分出席。與前烏加列國王阿爾哈巴間的關係不明。
納茲爾一世
在夕梨和凱爾的婚禮中初次登場。為基茲瓦德納國王。

### 現代日本
冰室 聰（聲優-關智一）
夕梨的國中同學、初吻兼初戀的對象。在番外〈伊修塔爾文書〉中再次登場。
再次登場時為考古學家，並與詠美已結為夫妻。兩人在挖掘現場中發現夕梨的陵墓和伊爾‧巴尼的兒子阿爾瑪達‧巴尼書寫的陶土版。
鈴木毬繪
夕梨的姊姊，帶著眼鏡。
鈴木詠美
夕梨的妹妹，稱呼夕梨為「小夕(夕ちゃん)」，長大後嫁給冰室。與其夫一同研究西臺帝國的遺址。

### 番外篇
戴爾‧穆瓦塔利/穆瓦塔里二世（聲優-高山南）
凱爾‧穆希里斯的第一皇子，西臺帝國的皇太子。
長相酷似其母。由番外一的時間來推算，他就是正傳結尾夕梨懷上的孩子。
曾因為好奇父母之間的調情而企圖偷聽，被伊爾‧巴尼慫恿後，才發現父母是邊談情說愛邊處理國務，大受打擊之下，不再有偷聽父母談話的想法。
參與卡德什戰役為西臺皇帝，與拉美西斯二世對決。此戰一直沒有明確的勝負，耗時日久，直到雙方藉由西臺帝國公主和拉美西斯二世的婚約，締結和平條約才停止。
與正妃之間沒有子嗣。死後傳位給寵妃朵伊之子烏爾西‧德蘇普，號為穆希里斯三世，卻引發皇位繼承的內戰，造成西臺國力衰退。
朵伊
出身優斯拉族，全族被優瑪族所滅，被賣到妓院的少數倖存者。
從妓院逃出來想要回村子看一下時，幸運被夕梨所救。
全族被滅是優瑪族和地方官勾搭為奸的結果。
視夕梨為恩人，曾說過願與夕梨的男性親人為妾。
後來成為戴爾‧穆瓦塔利的寵妃，育有一子，名為烏爾西‧德蘇普。
亞茲&基修（聲優-豐嶋真千子&岡田優香）
戴爾的近臣。父親為基克里。兩人為雙胞胎。
皮亞‧哈斯帕司
凱爾‧穆希里斯的第二皇子。是夕梨和凱爾的兒女中唯一有淺色頭髮的。
辛‧哈圖希里斯/哈圖希里斯三世
凱爾‧穆希里斯的第三皇子。夕梨‧娜菩提拉之父。正妃為普多赫帕。
在兄長穆瓦塔利一世去世後與自己的侄子爭奪皇位，造成帝國長期內戰，使得西臺國勢逐漸走下坡。
在貴族的支持下登基。
夕梨‧娜菩提拉
哈圖希里斯三世與正妃普多赫帕的第一皇女。夕梨和凱爾的孫女。
原本是按照卡德什條約將嫁給拉美西斯二世的王女，條約立下時年僅三歲。
「娜菩提拉」意為最美、最好之人，拉美西斯一世曾以此做為夕梨的假名。
為了成為好王妃，向宮中學者學習政治和經濟，此外還深入世井，了解人民生活。
不料愛上馬利帕司，在結婚前逃婚，兩人最後在亞薩提瓦‧巴尼的幫助下私奔，前往東方。
隱約象徵著祖母夕梨為愛不顧一切的一面。
馬利帕司
拉美西斯二世的第27皇子。母親是來自烏加列的奴隸。
曾在迦南學習操控船隻的技術。來西臺是為了學習（或者說竊取）冶鐵技術，或該說為了能擁有足以獨立生活的能力，而不斷去各國學習技術。
愛上夕梨‧娜菩提拉，兩人最後一起私奔。
艾蜜‧哈克比莎/瑪托尼菲如
朱達‧烏爾西林和瑪利耶‧伊南娜的女兒，夕梨和凱爾的外孫女。
從小養尊處優的尊貴公主，有著一頭筆直豐厚的黑髮。
在騎馬外出時因馬的暴動，幸得夕梨‧娜菩提拉與馬利帕司之助獲救。
在夕梨‧娜菩提拉大婚前系負責接待她，極為仰慕這位不曾相見，卻早已接受自身命運的表姊妹。
因夕梨‧娜菩提拉的逃婚，主動代替夕梨‧娜菩提拉嫁給拉美西斯二世，被賜與瑪托尼菲如(Maathorneferoure)之名。
「艾蜜」與夕梨的妹妹「詠美」同音。
隱約象徵著外祖母夕梨獻身於民的政治家的一面。
瑪利耶‧伊南娜
凱爾‧穆希里斯的第一皇女。艾蜜‧哈克比莎的母親。
朱達‧烏爾西林的正妃。擁有一頭漂亮黑髮的聰明貴婦人。
「瑪利耶」與夕梨的姊姊「毬繪」同音。
朱達‧烏爾西林
朱達‧哈斯帕司的兒子。艾蜜‧哈克比莎的父親。
遺傳了父親的金髮。
為卡爾米修首長。
亞薩提瓦‧巴尼
伊爾‧巴尼之孫，是位學者，因其身分所以在上層階級裡有一定的發言權，不喜政治，只愛鑽研學問，夕梨‧娜菩提拉在讀的黏土版絕大部分都出自他手。
夕梨‧娜菩提拉的青梅竹馬和老師。

## 用語
安那托利亞
是亞洲西南部的半島，位於黑海和地中海之間。
哈圖沙
是古代西臺帝國的首都。
塔瓦納安娜
西臺王國的王后或是太后，西臺王國有兩種議會：代表公民的彭庫斯以及代表貴族的圖里亞斯（也就是故事中常提到的元老院）。原本繼任的國王可由元老院全權決定，長子順位制度在鐵列平國王在位期間確立之後，王室因此穩定很多，所以娜姬雅為了讓兒子登上王位，才不得不把比修達更大的王子全都害死或是驅逐。
阿卡德語(Akkadian)
古代美索不達米亞地區使用的語言。
漫畫中提到為國際公用語。娜姬亞寫給那芙蒂蒂的書簡即使用此語言。
毒水
娜姬雅的最大武器，只要鬥智鬥不過對手就會使用。
- 薔薇水：媚藥，能讓人無法控制己身的情慾，個性丕變，軟弱而無法自制，順從內心的慾望而行動，曾對賽那沙王子使用，使得王子擄走夕梨。
- 黑水：心靈控制，能夠讓喝下黑水的人照著調配者的意思行動，是娜姬雅最常使用的藥水，連朱達都曾經被黑水控制。
- 綠水：毒藥，致命劇毒。朱達王子曾經服用，但被娜姬雅調解藥救回。
- 白水：假死藥，使人暫時沒有呼吸心跳，呈現假死狀態。三姊妹被烏爾希矇騙時，對夕梨使用過。

### 引用典故
女神伊南娜
就是戰爭女神，在故事中所用的的名字是伊希塔（Ishtar）。
穆爾西里二世
穆爾西里一世
漫畫裡有一幕登高望遠處，女官提到：「跟當年與殿下同姓的穆爾西里一世打敗巴比倫那場戰役一樣。」事實上，穆爾西里一世不止打敗巴比倫，還把整座城給夷為平地。
拉美西斯一世
拉美西斯二世

## 出版書籍

### 漫畫
單行本
| 標題 | 小學館         | 小學館             |
| 標題 | 發售日期       | ISBN               |
| ---- | -------------- | ------------------ |
| 1    | 1995年5月26日  | ISBN 4-09-136501-9 |
| 2    | 1995年8月21日  | ISBN 4-09-136502-7 |
| 3    | 1995年11月25日 | ISBN 4-09-136503-5 |
| 4    | 1996年3月26日  | ISBN 4-09-136504-3 |
| 5    | 1996年6月26日  | ISBN 4-09-136505-1 |
| 6    | 1996年9月26日  | ISBN 4-09-136506-X |
| 7    | 1996年11月26日 | ISBN 4-09-136507-8 |
| 8    | 1997年2月26日  | ISBN 4-09-136508-6 |
| 9    | 1997年5月26日  | ISBN 4-09-136509-4 |
| 10   | 1997年8月22日  | ISBN 4-09-136510-8 |
| 11   | 1997年11月26日 | ISBN 4-09-137381-X |
| 12   | 1998年2月24日  | ISBN 4-09-137382-8 |
| 13   | 1998年5月26日  | ISBN 4-09-137383-6 |
| 14   | 1998年8月22日  | ISBN 4-09-137384-4 |
| 15   | 1998年11月26日 | ISBN 4-09-137385-2 |
| 16   | 1999年3月26日  | ISBN 4-09-137386-0 |
| 17   | 1999年6月26日  | ISBN 4-09-137387-9 |
| 18   | 1999年9月25日  | ISBN 4-09-137388-7 |
| 19   | 1999年12月14日 | ISBN 4-09-137389-5 |
| 20   | 2000年3月25日  | ISBN 4-09-137390-9 |
| 21   | 2000年6月26日  | ISBN 4-09-138021-2 |
| 22   | 2000年10月26日 | ISBN 4-09-138022-0 |
| 23   | 2001年2月24日  | ISBN 4-09-138023-9 |
| 24   | 2001年5月26日  | ISBN 4-09-138024-7 |
| 25   | 2001年8月23日  | ISBN 4-09-138025-5 |
| 26   | 2001年12月20日 | ISBN 4-09-138026-3 |
| 27   | 2002年3月23日  | ISBN 4-09-138038-7 |
| 28   | 2002年7月26日  | ISBN 4-09-138027-1 |

文庫版
| 標題 | 小學館         | 小學館                 |
| 標題 | 發售日期       | ISBN                   |
| ---- | -------------- | ---------------------- |
| 1    | 2006年10月14日 | ISBN 4-09-191751-8     |
| 2    | 2006年10月14日 | ISBN 4-09-191752-6     |
| 3    | 2006年11月15日 | ISBN 4-09-191753-4     |
| 4    | 2006年11月15日 | ISBN 4-09-191754-2     |
| 5    | 2006年12月15日 | ISBN 4-09-191755-0     |
| 6    | 2006年12月15日 | ISBN 4-09-191756-9     |
| 7    | 2007年1月13日  | ISBN 978-4-09-191757-7 |
| 8    | 2007年1月13日  | ISBN 978-4-09-191758-4 |
| 9    | 2007年2月15日  | ISBN 978-4-09-191759-1 |
| 10   | 2007年2月15日  | ISBN 978-4-09-191760-7 |
| 11   | 2007年3月15日  | ISBN 978-4-09-191771-3 |
| 12   | 2007年3月15日  | ISBN 978-4-09-191772-0 |
| 13   | 2007年4月14日  | ISBN 978-4-09-191773-7 |
| 14   | 2007年4月14日  | ISBN 978-4-09-191774-4 |
| 15   | 2007年5月15日  | ISBN 978-4-09-191775-1 |
| 16   | 2007年5月15日  | ISBN 978-4-09-191776-8 |

### 小說
原作者筱原千绘亲身执笔外传小说。
| 標題                               | 小學館        | 小學館                 | 東立出版社    | 東立出版社             |
| 標題                               | 發售日期      | ISBN                   | 發售日期      | ISBN                   |
| ---------------------------------- | ------------- | ---------------------- | ------------- | ---------------------- |
| 赤河戀影外傳 ～魔之時代的黎明～    | 2007年5月24日 | ISBN 978-4-09-452006-4 | 2008年4月17日 | ISBN 978-986-10-1453-1 |
| 赤河戀影外傳 ～續 魔之時代的黎明～ | 2007年8月31日 | ISBN 978-4-09-452020-0 | 2008年5月15日 | ISBN 978-986-10-1452-4 |
| 赤河戀影外傳 ～朔之月～            | 2008年10月1日 | ISBN 978-4-09-452063-7 | 2010年2月25日 | ISBN 978-986-10-5113-0 |
| 天は赤い河のほとり外伝 ～眉月～    | 2010年1月26日 | ISBN 978-40-9-452144-3 |               |                        |
| 天は赤い河のほとり外伝 ～上弦～    | 2010年6月25日 | ISBN 978-40-9-452158-0 |               |                        |

### 其他書籍
複製原画／插画集
- 筱原千绘《イシュタル》 1999年2月24日發售、ISBN 4-09-199613-2

漫迷手冊
- 筱原千绘 著／Caramel Mama 企画、構成

2002年7月26日發售、ISBN 4-09-135782-2

## 廣播劇CD
- 第一季
  - 天是红河岸 声音剧场1 1997年12月17日
  - 天是红河岸 声音剧场2 1998年5月20日
  - 天是红河岸 声音剧场3 1998年11月18日
  - 天是红河岸 声音剧场4 1999年5月19日
  - 天是红河岸 声音剧场5 2000年2月17日
  - 天是红河岸 声音剧场6 2000年7月19日
- 第二季
  - 天是红河岸 声音剧场7 2002年7月24日
  - 天是红河岸 声音剧场8 2003年2月19日
- 天是红河岸 声音剧场 Complete Collection CD
- 天是红河岸 声音剧场【番外篇】奇克力的一日 2002年9月1日

## 舞台劇
2018年改編為舞台劇，由寶塚宙組公演，脚本及演出為小柳奈穗子，是Sho-Comi創刊50周年記念活動之一。舞台劇將夕梨的設定由中三學生改為高中生。